# Morven Christie
Morven Christie, née le 1er septembre 1981 à Helensburgh, en Écosse, est une actrice écossaise.

## Biographie
Née à Helensburgh, Christie grandit à Glasgow et Aviemore. Elle étudie le théâtre au Drama Centre London, sous Reuven Adiv, un associé de Lee Strasberg. 
Christie travaille au théâtre, au cinéma et à la télévision.
Elle joue Amanda Kendall dans Grantchester pour les trois premières saisons. 
Christie joue le rôle du Capitaine Lisa Armstrong, le rôle principal dans la série dramatique policière The Bay, filmée au cours des derniers mois de 2018 et diffusée sur ITV à partir mars 2019. Elle quittera la série à la fin de la deuxième saison.

## Vie privée
Christie a été mariée au réalisateur Scott Graham de 2012 à 2015 et le couple a vécu dans le nord de Londres. Elle est retournée en Écosse après son divorce et vit actuellement à Glasgow avec son partenaire, le musicien Iain Cook.

## Filmographie

### Cinéma
- 2005 : House of 9 : Shona
- 2009 : Victoria : Les Jeunes Années d'une reine : Watson
- 2012 : Shell : une jeune mère

### Séries télévisées
- 2007 : Oliver Twist : Rose Maylie
- 2012 : Hunted : Zoe Morgan
- 2014 : Affaires non classées (saison 17, épisodes 7 et 8) : sergent-détective Sally Kirchner
- 2014 : Meurtres au paradis (saison 3, épisode 8) : Sally Goodman
- 2014-2017 : Grantchester : Amanda Kendall
- 2018 : Témoin indésirable (mini-série) : Kirsten Lindstrom
- 2019-2021 : The Bay : capitaine Lisa Armstrong